# 滋賀県立長浜北高等学校
滋賀県立長浜北高等学校（しがけんりつ ながはまきたこうとうがっこう）は、滋賀県長浜市平方町に所在する公立の高等学校。

## 概要
戦前からの歴史がある高等学校であるが、滋賀県立長浜高等学校との統合の際に一旦閉校扱いとなったため、現在の長浜北高校は2016年設立となっている。また、2016年4月から2018年3月までは、2015年度以前入学者が在籍する1911年設立の学校と、統合後の2016年度以降入学者が在籍する2016年設立の学校（「新校」と称する）の2つの学校が存在した。
合併に伴い学校の校歌も新しく作られた。作詞は前滋賀県立長浜高等学校の校長でもある丸岡修三が教職員と共に作成し、作曲は長浜市出身の音楽デュオ～Lefa～が担当した。
2018年に旧長浜高校校地に移転したため、長浜北高校という校名にもかかわらず長浜市街地の南側に位置している。

## 沿革
- 1911年（明治44年）4月 - 長浜町立長浜実科高等女学校として開校。
- 1920年（大正9年）4月 - 長浜町立長浜高等女学校に改称。
- 1922年（大正11年）4月 - 県に移管され滋賀県立長浜高等女学校に改称。
- 1948年（昭和23年）4月 - 学制改革により滋賀県立長浜北高等学校となる。
- 1949年（昭和24年）4月 - 高校再編成により長浜南高校と統合、滋賀県立長浜高等学校北校舎となる。
- 1952年（昭和27年）4月 - 滋賀県立長浜北高等学校として分離独立。
- 1956年（昭和31年）4月 - 家庭技芸課程を家庭課程と改称。
- 1958年（昭和33年）3月 - 定時制課程の家庭課程を廃止。
- 1963年（昭和38年）4月 - 全日制課程に普通科及び家庭学科家政科を設置。
- 1964年（昭和39年）4月 - 校舎移転。
- 1991年（平成3年）4月 - 家庭学科家政科を家庭学科家庭科学科と改称。
- 1996年（平成8年）3月 - 家庭科学科を廃止。
- 2016年（平成28年）4月 - 滋賀県立高等学校再編計画により滋賀県立長浜高等学校と統合され、同一地に（新校）滋賀県立長浜北高等学校が開校[1]。従前からの在校生は1911年設立の長浜北高等学校にそのまま在籍する[2]。
- 2018年（平成30年）3月 - 1911年設立の長浜北高等学校が閉校。
- 2018年（平成30年）4月 - （新校）長浜北高等学校が長浜市山階町352から、長浜市平方町270（統合前の長浜高等学校の所在地）へ移転。なお、旧校地は2022年現在空き地となっている。

## 設置学科
- 普通科

## 著名な出身者
- 古川益三 - まんだらけ創業者・社長
- 坂口志文[3] - 免疫学者・大阪大学教授
- 田島俊雄（本名：田島敏雄） - 元南海ホークス投手、元日本生命投手
- 菊田幸一 - 明治大学名誉教授
- 高田紘一 - 滋賀銀行前頭取
- 小林未奈 - シンガーソングライター

## 交通
- JR長浜駅